# Primula tayloriana
Primula tayloriana är en viveväxtart. Primula tayloriana ingår i släktet vivor, och familjen viveväxter.

## Underarter
Arten delas in i följande underarter:
- P. t. scopulorum
- P. t. tayloriana